# Kniha narození
Kniha narození je jednou z matričních knih, do které se zapisují narozené děti. Knihu vede matriční úřad za každý kalendářní rok samostatnou. Samotná kniha je tvořena předem svázanými tiskopisy. Zápis do knihy narození je ze zákona nutné provádět rukopisně. Údaje obsažené v knize jsou neveřejné.

## Povinné údaje
Do knihy narození se zapisují následující údaje:
- jméno a příjmení dítěte,
- datum narození dítěte (den, měsíc a rok),
- rodné číslo,
- místo narození,
- pohlaví dítěte,
- údaje o rodičích – jména, příjmení (případně rodná příjmení),  datum a místo narození, státní občanství a místo trvalého pobytu,
- datum zápisu a podpis matrikáře.

Matka dítěte může požádat o utajení své osoby v souvislosti s porodem. Do knihy narození se zapisují také mrtvé narozené děti.  

## Uložení a doba archivace
Kniha narození musí být uložena ze zákona 100 let a to od provedení posledního zápisu. Po uplynutí této doby se předává k archivaci oblastnímu archivu.

## Typy knih
| Typ           | Obrázek | Poznámka                                              |
| ------------- | ------- | ----------------------------------------------------- |
| Katolické     |         | První katolická matrika napsána roku 1560 v Jáchymově |
| Civilní       |         | Dnes vypisují matriční úřady                          |
| Židovské      |         |                                                       |
| Protestantské |         |                                                       |